# ألفرد إدوين مكاي
ألفرد إدوين مكاي هو عسكري كندي، ولد في 27 ديسمبر 1892 في أونتاريو في كندا، وتوفي في 28 ديسمبر 1917.